# Tamanho Família (programa de televisão)
Tamanho Família é um programa dominical da TV Globo que foi apresentado por Márcio Garcia, exibido entre 10 de julho de 2016 à 21 de julho de 2019 após o Esporte Espetacular. Foi relançado em 10 de novembro de 2024, agora como um quadro do Domingão com Huck e sob a apresentação de Luciano Huck, mantendo o mesmo formato de antes.
O programa recebe dois famosos por programa, e cada um deles leva três familiares para participar do papo e das brincadeiras propostas pelo apresentador. O programa contou com a redação de: Carlyle Junior, Clara Luz, Cristiana Mesquita, Fernando Américo, Ingrid Ricciardi, Isabela Neves e Renata Moutinho. A redação final ficou por conta de Élbio Valente. A Família Lima participou como a banda do programa. Daniela Gleiser fez parte da direção geral na 1ª temporada do programa.

## História

Logotipo do Tamanho Família em sua primeira fase entre 2016 e 2019

No programa de estreia, foram convidadas as atrizes Bruna Marquezine e Juliana Paes e suas respectivas famílias em uma competição. Durante toda a atração, os participantes tiveram de responder questões particulares das estrelas e cumprir provas de habilidades domésticas. A família de Bruna acabou vencendo a disputa, e houve homenagens às duas. O público ficou dividido no Twitter a respeito do novo programa.
Um fato curioso foi que, durante as perguntas íntimas, foi perguntado a Luana, irmã de Bruna Marquezine, qual foi o primeiro namorado da irmã. A atriz-mirim disse que não sabia e, quando Márcio Garcia foi conferir as respostas de Bruna, a resposta da pergunta foi cortada durante a edição final do programa.
O programa não foi exibido durante as Jogos Olímpicos de Verão de 2016 e nem durante a Copa do Mundo FIFA de 2018, devido à TV Globo  priorizar a cobertura dos dois eventos.
A temporada de 2020, que seria a 6ª, foi prejudicada devido a pandemia de COVID-19 sendo deixada para o ano seguinte em vez do ano atual previsto. Assim, a Globo optou por uma temporada especial, reprisando episódios de temporadas anteriores da atração.
Em novembro de 2021, foi anunciado o cancelamento definitivo do programa, mantendo Márcio Garcia para o The Voice Kids.
Em outubro de 2024, a TV Globo anunciou a reestreia da atração, mas agora sendo convertida como quadro do Domingão com Huck, mantendo o mesmo formato. Previsto inicialmente para novembro de 2025, a atração foi antecipada para o mesmo mês em um ano, retornando em 2024. Na nova fase, o programa passou a contar com a presença de Déa Lúcia, Ed Gama e Lívia Andrade, que assumem as funções de jurados em algumas provas. Os desafios são reduzidos a apenas dois valendo cinco pontos e o foco maior passa a ser nas homenagens aos convidados.

## Exibição
| Temporada | Temporada | Episódios | Exibição original      | Exibição original      | Apresentação  |
| Temporada | Temporada | Episódios | Estreia da temporada   | Final da temporada     | Apresentação  |
| --------- | --------- | --------- | ---------------------- | ---------------------- | ------------- |
|           | 1         | 11        | 10 de julho de 2016    | 09 de outubro de 2016  | Márcio Garcia |
|           | 2         | 11        | 23 de abril de 2017    | 02 de julho de 2017    | Márcio Garcia |
|           | 3         | 9         | 15 de abril de 2018    | 10 de junho de 2018    | Márcio Garcia |
|           | 4         | 8         | 22 de julho de 2018    | 09 de setembro de 2018 | Márcio Garcia |
|           | 5         | 14        | 21 de abril de 2019    | 21 de julho de 2019    | Márcio Garcia |
|           | 6         | 3         | 10 de novembro de 2024 | 1 de dezembro de 2024  | Luciano Huck  |

## Episódios
| Episódio           | Data               | Artistas                                                      | Família Vencedora                  | Ref.                 |
| Temporada 1 (2016) | Temporada 1 (2016) | Temporada 1 (2016)                                            | Temporada 1 (2016)                 | Temporada 1 (2016)   |
| ------------------ | ------------------ | ------------------------------------------------------------- | ---------------------------------- | -------------------- |
| 01                 | 10 de julho        | Bruna Marquezine x Juliana Paes                               | Família Marquezine                 | [ 10 ]               |
| 02                 | 17 de julho        | Fabiana Karla x Tom Cavalcante                                | Família Sousa (Fabiana)            | [ 11 ]               |
| 03                 | 24 de julho        | Anitta x Arthur Aguiar                                        | Família Aguiar                     | [ 12 ]               |
| 04                 | 31 de julho        | Deborah Secco x Mariana Santos                                | Empate                             | [ 13 ]               |
| 05                 | 28 de agosto       | Susana Vieira x Flávia Alessandra                             | Família Costa (Flávia)             | [ 14 ]               |
| 06                 | 04 de setembro     | Claudia Leitte x Isis Valverde                                | Família Leite                      | [ 15 ]               |
| 07                 | 11 de setembro     | Mel Maia x JP Rufino                                          | Família Maia                       | [ 16 ]               |
| 08                 | 18 de setembro     | Heloísa Périssé x Luís Miranda                                | Família Miranda                    | [ 17 ]               |
| 09                 | 25 de setembro     | Rafael Vitti x Sheron Menezzes                                | Família Vitti                      | [ 18 ]               |
| 10                 | 02 de outubro      | Marcos Veras x Tatá Werneck                                   | Família Werneck                    | [ 19 ]               |
| 11                 | 09 de outubro      | Sandy x Fernanda Gentil                                       | Família Gentil                     | [ 20 ]               |
| Temporada 2 (2017) |                    |                                                               |                                    |                      |
| 12                 | 23 de abril        | Camila Queiroz x Luan Santana                                 | Família Queiroz                    | [ 21 ] [ 22 ] [ 23 ] |
| 13                 | 30 de abril        | Dani Calabresa x Rodrigo Sant'Anna                            | Empate                             | [ 24 ]               |
| 14                 | 07 de maio         | Paula Fernandes x Felipe Simas, Rodrigo Simas e Bruno Gissoni | Família Simas                      | [ 25 ]               |
| 15                 | 14 de maio         | Cláudia Raia x Fafá de Belém                                  | Família Raia                       | [ 26 ]               |
| 16                 | 21 de maio         | Ingrid Guimarães x Tadeu Schmidt                              | Empate                             |                      |
| 17                 | 28 de maio         | Marília Mendonça x Marcelo Serrado                            | Família Serrado                    |                      |
| 18                 | 04 de junho        | Maria Clara Gueiros x Érico Brás                              | Família Gueiros                    |                      |
| 19                 | 11 de junho        | Gaby Amarantos x Nathalia Dill                                | Família Amarantos                  |                      |
| 20                 | 18 de junho        | César Menotti & Fabiano x Giovanna Lancellotti                | Família Lancellotti                |                      |
| 21                 | 25 de junho        | Wanessa Camargo x Daniel                                      | Família Camargo                    |                      |
| 22                 | 02 de julho        | Mariana Ximenes x Vanessa Giácomo                             | Família Ximenes                    |                      |
| Temporada 3 (2018) |                    |                                                               |                                    |                      |
| 23                 | 15 de abril        | Leonardo x Taís Araújo                                        | Família Costa (Leonardo)           |                      |
| 24                 | 22 de abril        | Fernanda Rodrigues x Thiago Fragoso                           | Família Erlanger (Fernanda)        |                      |
| 25                 | 29 de abril        | Maiara & Maraisa x Matheus & Kauan                            | Família Pereira (Maiara e Maraisa) |                      |
| 26                 | 06 de maio         | Caio Paduan x Erika Januza                                    | Família Trindade (Érika)           |                      |
| 27                 | 13 de maio         | Arlete Salles x Elizabeth Savalla                             | Família Savalla                    |                      |
| 28                 | 20 de maio         | Gusttavo Lima x Whindersson Nunes                             | Família Lima                       |                      |
| 29                 | 27 de maio         | Mariana Rios x Ricardo Pereira                                | Família Pereira                    |                      |
| 30                 | 03 de junho        | Otaviano Costa x Rafael Zulu                                  | Família Santos (Rafael)            |                      |
| 31                 | 10 de junho        | Padre Fábio de Melo x Samantha Schmütz                        | Família Schmütz                    |                      |
| Temporada 4 (2018) |                    |                                                               |                                    |                      |
| 32                 | 22 de julho        | Marcelo Adnet x Mateus Solano                                 | Família Solano                     | [ 27 ]               |
| 33                 | 29 de julho        | Mumuzinho x Gui Santana                                       | Empate                             |                      |
| 34                 | 05 de agosto       | Preta Gil x Tiago Abravanel                                   | Família Abravanel                  |                      |
| 35                 | 12 de agosto       | Xanddy x Felipe Andreoli                                      | Família Silva (Xanddy)             |                      |
| 36                 | 19 de agosto       | Márcio Garcia x Dudu Nobre                                    | Família Garcia                     |                      |
| 37                 | 26 de agosto       | Juliana Paiva x Klebber Toledo                                | Família Toledo                     |                      |
| 38                 | 02 de setembro     | Ludmilla x Lucas Veloso                                       | Família Veloso                     |                      |
| 39                 | 09 de setembro     | Naiara Azevedo x Bruno Belutti                                | Família Azevedo                    |                      |
| Temporada 5 (2019) |                    |                                                               |                                    |                      |
| 40                 | 21 de abril        | Ivete Sangalo x Zezé di Camargo                               | Família Sangalo                    |                      |
| 41                 | 28 de abril        | Lucas Lucco x Joelma                                          | Família Oliveira (Lucas)           |                      |
| 42                 | 05 de maio         | Luis Lobianco x Fábio Porchat                                 | Família Assis (Fábio)              |                      |
| 43                 | 12 de maio         | Elba Ramalho x Poliana Abritta                                | Família Ferreira (Poliana)         |                      |
| 44                 | 19 de maio         | Fernanda de Freitas x Jonathan Azevedo                        | Família Freitas                    |                      |
| 45                 | 26 de maio         | Iza x Thiago Martins                                          | Família Martins                    |                      |
| 46                 | 02 de junho        | Caio Castro x Letícia Colin                                   | Família Castro                     |                      |
| 47                 | 09 de junho        | Malvino Salvador x Hortência Marcari                          | Família Salvador                   |                      |
| 48                 | 16 de junho        | Viviane Araújo x Sorocaba                                     | Família Assis (Sorocaba)           |                      |
| 49                 | 23 de junho        | Monique Alfradique x Alex Escobar                             | Família Escobar                    |                      |
| 50                 | 30 de junho        | Solange Couto x Paulo Ricardo                                 | Família Medeiros (Paulo)           |                      |
| 51                 | 07 de julho        | Jennifer Nascimento x Ferrugem                                | Família Failde (Ferrugem)          |                      |
| 52                 | 14 de julho        | Marco Luque x Alok                                            | Família Martins (Marco)            |                      |
| 53                 | 21 de julho        | Simone & Simaria x Leandro Hassum                             | Empate                             |                      |
| Temporada 6 (2024) |                    |                                                               |                                    |                      |
| 54                 | 10 de novembro     | Paulo Vieira x Eduardo Sterblitch                             | Empate                             |                      |
| 55                 | 24 de novembro     | Ana Castela x Gustavo Mioto                                   | Família Castela                    |                      |
| 56                 | 1.° de dezembro    | João Gomes x Duda Santos                                      | Família Gomes                      |                      |